# صموئيل إتش. والي
صموئيل إتش. والي هو محامي وسياسي أمريكي، ولد في 31 أغسطس 1805 في بوسطن في الولايات المتحدة، وتوفي في 27 أغسطس 1877 في Nantasket Beach ‏ في الولايات المتحدة. نشط حزبياً في حزب اليمين. وقد انتخب عضو مجلس نواب ماساتشوستس ‏ وانتخب عضو مجلس النواب الأمريكي.